# Atentado de Ankara de marzo de 2016
El 13 de marzo de 2016, se produjo un atentado en Ankara, la capital de Turquía, donde murieron 37 personas y 122 resultaron heridas. Un auto cargado con explosivos fue utilizado para el ataque, que tenía por objetivo autobuses que transportaban civiles. El ataque tuvo lugar en el bulevar Atatürk, cerca del Güvenpark, en el barrio de Kızılay, un punto donde están ubicadas varias paradas de autobuses, y varios edificios y autos resultaron dañados. De acuerdo con reportes iniciales, un autobús fue completamente quemado, además de decenas de automóviles. El área fue subsecuentemente evacuada como precaución ante eventuales nuevos ataques.
Después del ataque, la Fiscalía de Ankara impuso la censura informativa a petición del Consejo Supremo de Radio y Televisión: toda cobertura en directo de la masacre quedó prohibida. Algunos usuarios de Internet y activistas digitales advirtieron de la ralentización del acceso a Twitter y Facebook a través de proveedores turcos. Un tribunal decidió prohibir el acceso a estas redes sociales.
De acuerdo con funcionarios turcos, uno de los posibles dos sospechosos de haber cometido el ataque fue una mujer. El diario turco Sözcü dice que esta mujer fue Seher Çağla Demir, una estudiante de la Universidad de Balıkesir afiliada al PKK. El grupo Halcones de la libertad del Kurdistán se adjudicó el atentado el 17 de marzo.

## Antecedentes
El ataque ocurrió en un momento en que Turquía enfrenta múltiples amenazas a su seguridad. Es miembro de una coalición que combate al Estado Islámico. También hay un conflicto en curso en el sudeste del país con el PKK, consecuencia del final de una tregua en julio de 2015. Este atentado es el tercero en Ankara en seis meses. Menos de un mes antes, el 17 de febrero, otro atentado provocó la muerte de 29 personas. Ese ataque fue reivindicado por los Halcones de la libertad del Kurdistán.

### Inteligencia
La embajada de los Estados Unidos en Ankara advirtió a sus ciudadanos acerca de un posible ataque en la ciudad el 11 de marzo. Sin embargo, la advertencia indicaba el área de Bahçelievler como el lugar probable del ataque, cercano al lugar en el que realmente ocurrió. Luego de que ocurriera el atentado, la embajada brindó detalles. La embajada supo de la amenaza a través de un documento del Departamento de Inteligencia de las Fuerzas Armadas Turcas que se filtró en las redes sociales. Luego de confirmar el contenido del documento con las autoridades turcas, la embajada emitió su consejo a sus ciudadanos.

## El ataque

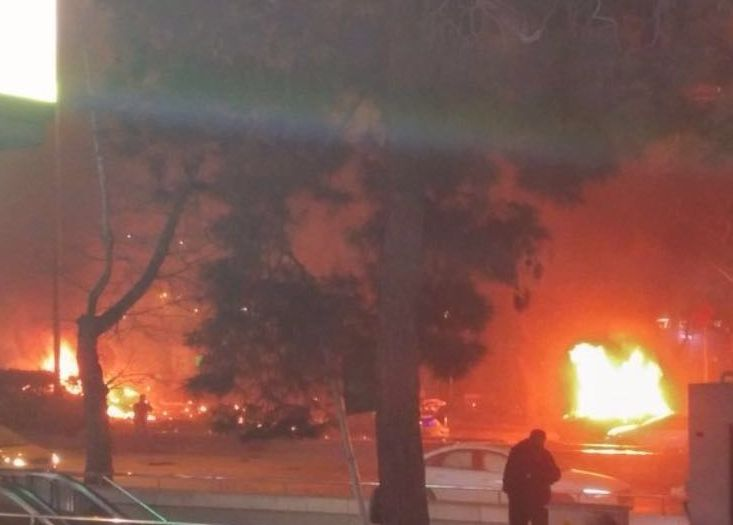
Vehículos en llamas inmediatamente después del ataque.

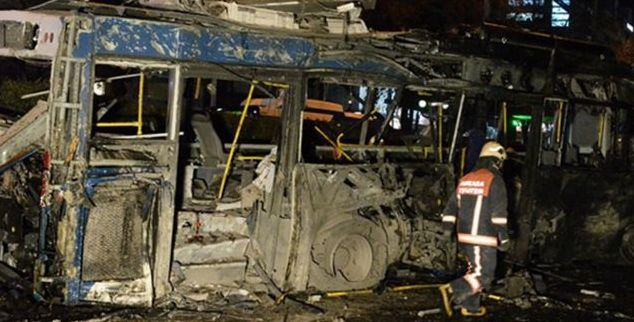
Autobús carbonizado.

El área es un nodo de transporte en la ciudad. Sirve como parada de autobuses y es una de las zonas más concurridas de Ankara con las estaciones del Metro de Ankara y el metro ligero Ankaray teniendo salidas en el área. El Ministerio de Educación Nacional, la Corte de Casación y el ex edificio de las oficinas del primer ministro se ubican cerca.
Un coche bomba fue utilizado para el ataque. De acuerdo al canal estatal, TRT, el automóvil chocó un autobús que transportaba unos 20 pasajeros. Según un funcionario de seguridad citado por Reuters, el automóvil era un BMW de Viranşehir, una ciudad predominantemente kurda en el sudeste del país, y que el PKK y los Halcones de la libertad del Kurdistán parecían ser los responsables. La explosión pudo ser oída a kilómetros de distancia y dejó escombros por toda el área.

### Autores
De acuerdo a un funcionario turco citado por Reuters, uno de los autores del hecho era una miembro del PKK, nacida en 1992 en Kars.

## Reacciones

### En Turquía
El presidente Recep Tayyip Erdoğan condenó el ataque, sin dar precisiones sobre quienes serían los posibles perpetradores. Afirmó que los ataques que recibió Turquía en los últimos meses se deben a la «inestabilidad en la región» y que continuarán en la «lucha contra el terror».

### Internacionales

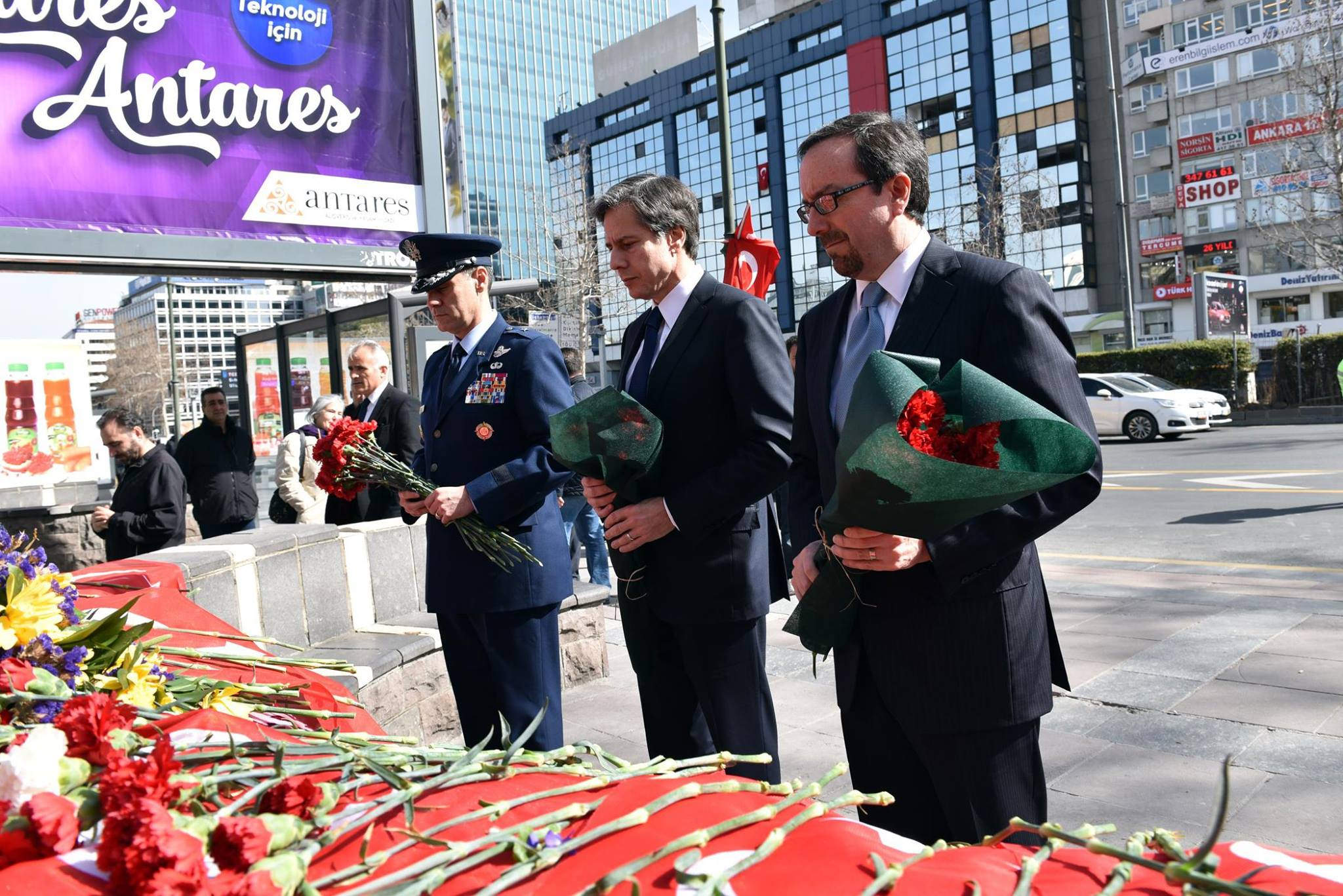
El subsecretario de Estado de los Estados Unidos, Tony Blinken, el embajador estadounidense en Turquía John Bass y el agregado diplomático del área de defensa Brigadier General Marc H. Sasseville presentan sus respetos en recordatorio a las víctimas del ataque.

- Argentina — El Ministerio de Relaciones Exteriores y Culto condenó el atentado en un comunicado. Expresó su "solidaridad a las autoridades, al pueblo turco y en especial a los heridos y a los familiares de las víctimas".[15]
- España — El presidente del Gobierno en funciones, Mariano Rajoy, condenó vía Twitter los atentados de Ankara y de Costa de Marfil producidos el mismo día, expresó su solidaridad y apeló a estar "unidos contra la barbarie".[2]
- Estados Unidos — El portavoz del Departamento de Estado, John Kirby, afirmó en un comunicado el apoyo a Turquía en la lucha contra el terrorismo. “Reafirmamos nuestra estrecha alianza con nuestro socio de la OTAN, Turquía, en el combate contra la amenaza común del terrorismo”, agregó Kirby al envío de condolencias a las familias de los fallecidos y al deseo de una rápida recuperación a los heridos.[16]
- Reino Unido — El primer ministro David Cameron dijo a través de Twitter estar "consternado por los devastadores ataques terroristas en Ankara y en Costa de Marfil".[4]
- Rusia — El secretario de prensa del presidente ruso Vladímir Putin, Dmitri Peskov, dijo que Putin "ofrece sus condolencias a todos aquellos quienes perdieron a sus familiares en este acto del terror y desea una pronta recuperación a aquellos que resultaron heridos".[17]

#### Organismos supranacionales
- ONU — El secretario general Ban Ki-moon expresó sus condolencias a las familias de las víctimas y manifestó que Naciones Unidas mantiene firme su apoyo al pueblo y al gobierno de Turquía.[18]
- OTAN — El secretario general Jens Stoltenberg condenó fuertemente el atentado y manifestó que no puede haber ninguna justificación para “tan atroz acto de violencia”. Reiteró que "todos los aliados están del lado de Turquía en solidaridad y decididos en su determinación de luchar contra el terrorismo en todas sus formas".[19]
- Unión Europea — La Alta representante Federica Mogherini y el Comisario europeo Johannes Hahn emitieron un comunicado expresando solidaridad "con Turquía, su gobierno y su pueblo" y con las víctimas. Llamaron a la "cooperación internacional para combatir la amenaza global del terrorismo".[20]